# Wernerové
Wernerové (též Vernerové) jsou český šlechtický rod.

## Historie
Jan Arnošt Werner s bratry byl 26. června 1780 povýšen do šlechtického stavu za účast ve válečných taženích, vojenskou službu i materiální pomoc. Později bylo německy vyhlížející jméno Werner z vlasteneckých důvodů změněno na Verner.

## Příbuzné rody
Barbora Eliášová se provdala za Vladimíra Vernera. Tím se rod dostal do příbuzenského vztahu s rodem Polů, do něhož se přivdala sestra Barbory Ludmila. Vzdáleně jsou příbuzní i s rodem Brandisů.  

## Významné osobnosti
- Karel Jiří Werner (1772–1840), plukovník
- Stanislav Verner (1872–1944), plukovník
- Josef Verner (1874–1953), důstojník a soudce
- RNDr. Petr Hubert Verner, CSc. (1932–2016), významný český zoolog, entomolog a ekolog, rytíř řádu sv. Lazara Jeruzalémského
- Pavel Verner (1934–2021), hobojista, pedagog Pražské konzervatoře, zakladatel hudebního souboru Verner Collegium
- Vladimír Verner (1938–2003), vedoucí stavebního odboru arcibiskupství pražského a rytíř papežského řádu sv. Silvestra